# Disposition des essieux ferroviaires

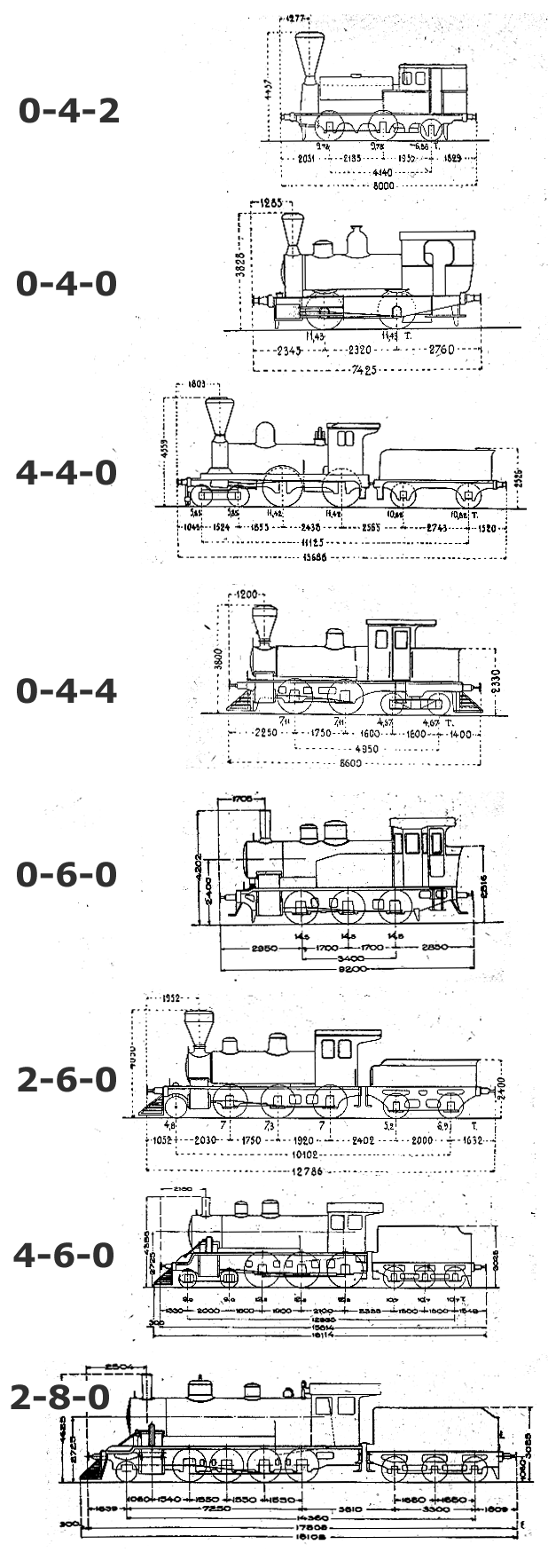
Exemple de disposition des essieux Whyte.

La disposition des essieux d'un matériel roulant ferroviaire (locomotive, voiture ou wagon) concerne l'ensemble des organes compris entre les rails et la suspension élastique et constituant le train de roulement : roues, jantes, essieux, boîtes d'essieux, coussinets...
Pour la description synthétique du nombre et de la disposition des essieux (avec le cas échéant la distinction entre essieux porteurs et essieux moteurs d'une locomotive), diverses conventions ont été adoptées.

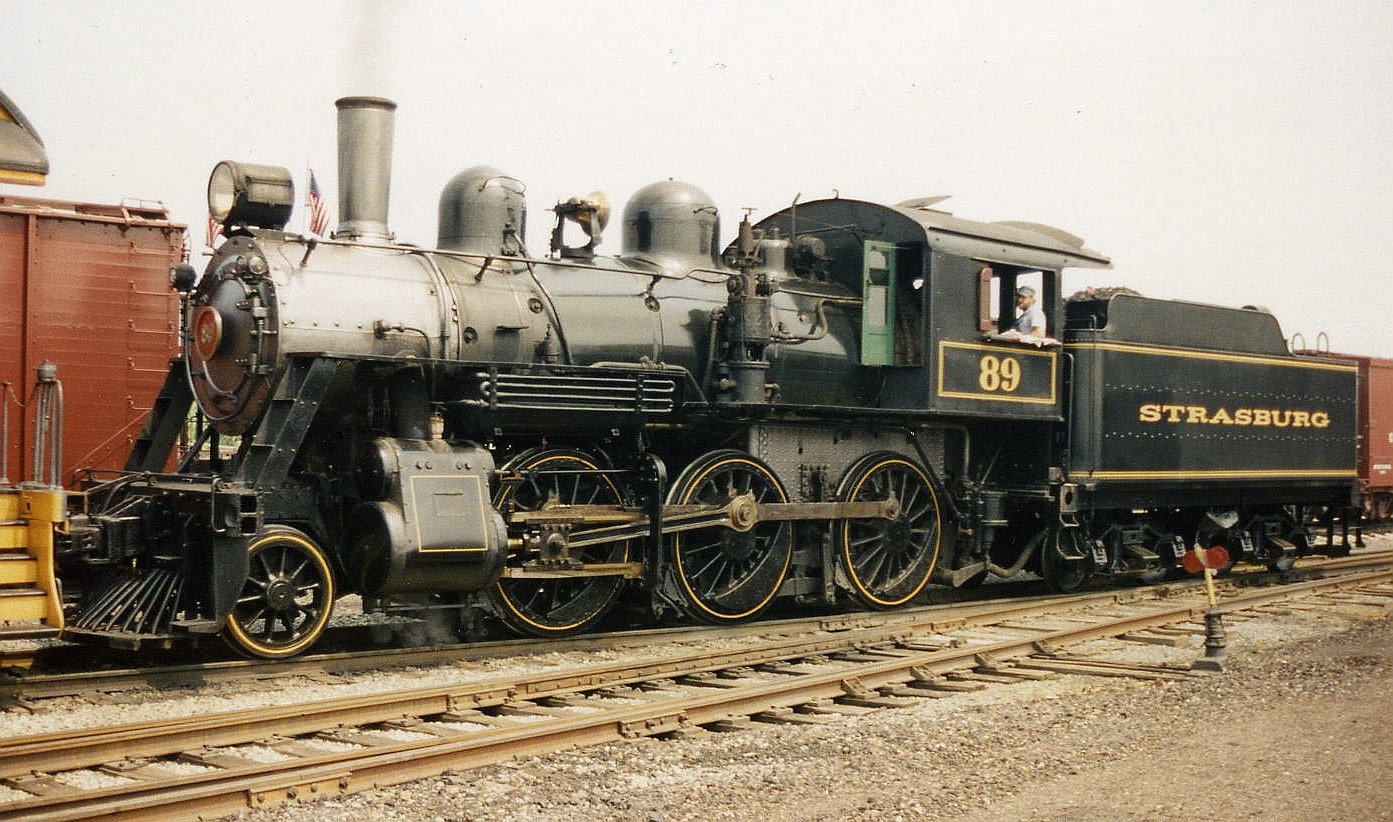
La locomotive 89 du Strasburg Rail Road de l'exemple

- La plus simple consiste à indiquer les essieux en partant de l'avant de la locomotive : le premier chiffre indique le nombre d'essieux porteurs non motorisés antérieurs, le deuxième le nombre d'essieux moteurs, le troisième le nombre d'essieux porteurs non motorisés postérieurs. Par exemple, la locomotive 89 du Strasburg Rail Road (Pennsylvanie) a un bogie porteur antérieur et trois essieux motorisés accouplés par une bielle, sa notation sera donc « 1-3-0 ».
- Dans le système défini par l'UIC (Union internationale des chemins de fer) qui utilise des chiffres pour les essieux porteurs et des lettres pour les essieux moteurs, la notation de la même locomotive devient « 1C ».
- Dans les pays anglo-saxons, la disposition des essieux est exprimée par le nombre de roues selon le système  Whyte, du nom de Frederick Methvan Whyte, ingénieur néerlandais du New York Central. Dans la littérature anglaise cependant, il est presque toujours désigné comme le système White, et les deux orthographes sont considérées comme équivalentes. Par conséquent, dans le cas de l'exemple précédent, la notation sera « 2-6-0 » ou dans l'ancienne dénomination des machines à vapeur, « Mogul ».

L'ajout d'un « T » majuscule indique la non-présence du tender  : il s'agit alors d'une locomotive-tender.

## Système traditionnel américain
Il n'est pas rare de tomber, en particulier pour les locomotives à vapeur, sur de vieilles notations américaines de la disposition des essieux, souvent dérivées de machines historiques, de lieux ou d'épisodes fameux, ou parfois décidées par une compagnie donnée. 
C'est lié au cas des machines dénommées Berkshire (endroit où la première machine de ce type fit ses preuves en surpassant une Mikado) par la plupart des compagnies de chemin de fer et baptisée en revanche « Kanawha » par la Nickel Plate Road, du nom du cours d'eau proche du lieu d'exploitation.
Un autre exemple est donné par les machines que le New York Central appela « Hudson » tandis que partout ailleurs elles étaient appelées « Baltic », respectant une sorte de primauté prussienne pour une disposition à trois essieux moteurs précédés et suivis d'un bogie à deux essieux (en réalité les locomotives prussiennes étaient des « 2-6-2T » et non pas à tender séparé).
Voici une liste de correspondances entre le système américain moderne  et le système traditionnel :
- 0-4-0  Four Coupled
- 0-6-0  Six Coupled
- 0-8-0  Eight Coupled (ou Switcher)
- 0-10-0 Ten Coupled
- 0-10-2 Union
- 2-2-0  Planet
- 2-2-2  Single
- 2-4-0  Porter
- 2-4-2  Columbian
- 2-6-0  Mogul
- 2-6-2  Prairie
- 2-6-4  Adriatic
- 2-8-0  Consolidation
- 2-8-2  Mikado (abrégé en Mike. McArthur en temps de guerre)
- 2-8-4  Berkshire (également Lima ou Kanawha)
- 2-10-0 Decapod
- 2-10-2 Santa Fe
- 2-10-4 Texas (ou Colorado)
- 2-12-0 Centipede
- 4-2-0  Sixwheeler (ou Jervis)
- 4-2-2  Bicycle
- 4-4-0  American (ou Eightwheeler)
- 4-4-2  Atlantic
- 4-4-4  Jubilee
- 4-6-0  Tenwheeler
- 4-6-2  Pacific
- 4-6-4  Hudson (ou Baltic)
- 4-8-0  Tewlvewheeler
- 4-8-2  Mohawk (ou Mountain)
- 4-8-4  Niagara (également Confederation, Dixie, Montana, Pocono ou Potomac parmi les appellations les plus communes)
- 4-10-0 Mastodon
- 4-10-2 Southern Pacific
- 4-10-4 Overland
- 4-12-2 Union Pacific
- 6-2-0  Crampton
- 0-6-6-0 Erie
- 0-8-8-0 Angus
- 2-6-6-0 Virginian
- 2-6-6-6 Blue Ridge (plus rarement Allegheny)
- 2-8-8-2 Chesapeake (ou Cab Forward)
- 2-8-8-4 Yellowstone
- 4-4-4-4 Duplex
- 4-6-6-2 Cabforward
- 4-6-6-4 Challenger
- 4-8-8-4 Big-Boy
- 6-4-4-6 Pennsylvania
- 2-8-8-8-X Triplex (à 2 ou 4 roues non motorisées postérieures)

À titre d'exemple, les « Big Boy », « 4-8-8-4 », véritables monstres des rails, utilisées pour tracter des trains lourds de marchandises, alignaient 4 roues antérieures (sur deux essieux) porteuses mais non motrices, 16 roues motrices actionnées par deux groupes de cylindres indépendants (d'où la division en deux chiffres distincts) prenant en charge 4 essieux chacun, et enfin 4 roues porteuses non motrices.

## Système UIC
Les engins les plus courants actuellement sont désignés selon le système UIC par des sigles tels que « Bo'Bo' » ou « Bo'Bo'Bo' ».
La signification des exemples ci-dessus est la suivante :
- les lettres majuscules indiquent le nombre d'essieux moteurs : le « B » signifie 2 essieux moteurs, le « C » 3 essieux moteurs et la lettre « D » 4 essieux ;
- si les essieux moteurs sont motorisés indépendamment (un moteur chacun), on ajoute un « o » minuscule ;
- l'absence de chiffre en tête du sigle signifie l'absence d'essieux porteurs antérieurs ; une notation telle que « 1Bo » indique en revanche la présence d'un essieu porteur devant 2 essieux moteurs ;
- si l'essieu porteur peut s'orienter librement pour mieux s’inscrire dans la voie (cas du bissel), on ajoute un « ' » après le chiffre : « 1'B » ;
- si les essieux tournent en groupe (cas des bogies qui s'orientent pour suivre la voie), on ajoute une apostrophe « ' » à la fin : « Bo'Bo' » pour 2 bogies, « Bo'Bo'Bo' » pour 3 bogies de deux essieux ;
- si le bogie panache essieux moteurs ou porteurs, on les regroupe par parenthésage : une (A1A)(A1A) diffère d'une Co'Co' par un essieu central non moteur dans chacun des 2 bogies ;
- dans le cas de motrices composées de caisses séparées et indépendantes, on regroupe les bogies entre parenthèses : « (Bo'Bo')(Bo'Bo') » désigne un véhicule composé de deux éléments accouplés, chacun à deux bogies de deux essieux moteurs ;
- si en revanche l'accouplement entre les demi-caisses est permanent, on emploie le signe « + » : « (1A)Bo+Bo(A1) » désigne ainsi un véhicule indivisible avec un pivot au centre et sous chaque demi-caisse 2 essieux moteurs fixes et un troisième et un essieu porteur assemblés en bissel (pouvant pivoter par rapport à la caisse) ; un tramway Bo+0+Bo+0+Bo est une rame indivisible de 5 caisses dont 3 sur 2 essieux moteurs.

Il faut préciser cependant qu'actuellement la grande majorité des locomotives sont des types  « Bo'Bo' » et « Co'Co' » et que l’apostrophe qui indique le regroupement est fréquemment omis.

## Autres systèmes de classification

### Système AAR
Actuellement dans les pays anglo-saxons (États-Unis et Canada), c'est le système dit AAR (Association of Americans Railroads) qui a été adopté conventionnellement par les compagnies ferroviaires adhérentes de cette association. le système AAR constitue une simplification du système international UIC, dont il conserve le principe d'utiliser des lettres pour les essieux moteurs et des chiffres pour les essieux porteurs, négligeant cependant les symboles qui dans le système UIC spécifient si les essieux sont motorisés indépendamment ou libres de tourner et de s'orienter. 
Chiffres et lettres sont réunis en groupes séparés par un trait d'union qui indique le regroupement des essieux en bogies.
Quelques exemples :
- A1A-A1A : deux bogies de trois essieux chacun, dont seulement l'essieu central est porteur ;
- B-B-B : trois bogies de deux essieux chacun, tous moteurs ;
- C-C : deux bogies de trois essieux chacun, tous moteurs.